# ЛОМО-Аврора (любительские киносъёмочные аппараты)
«ЛОМО-214», «ЛОМО-216», «ЛОМО-218», «Аврора-215», «Аврора-217», «Аврора-219» — семейство советских унифицированных любительских киносъёмочных аппаратов, рассчитанных на 8-мм киноплёнку и выпускавшихся на Ленинградском оптико-механическом объединении с 1976 по 1990-е годы.

## История

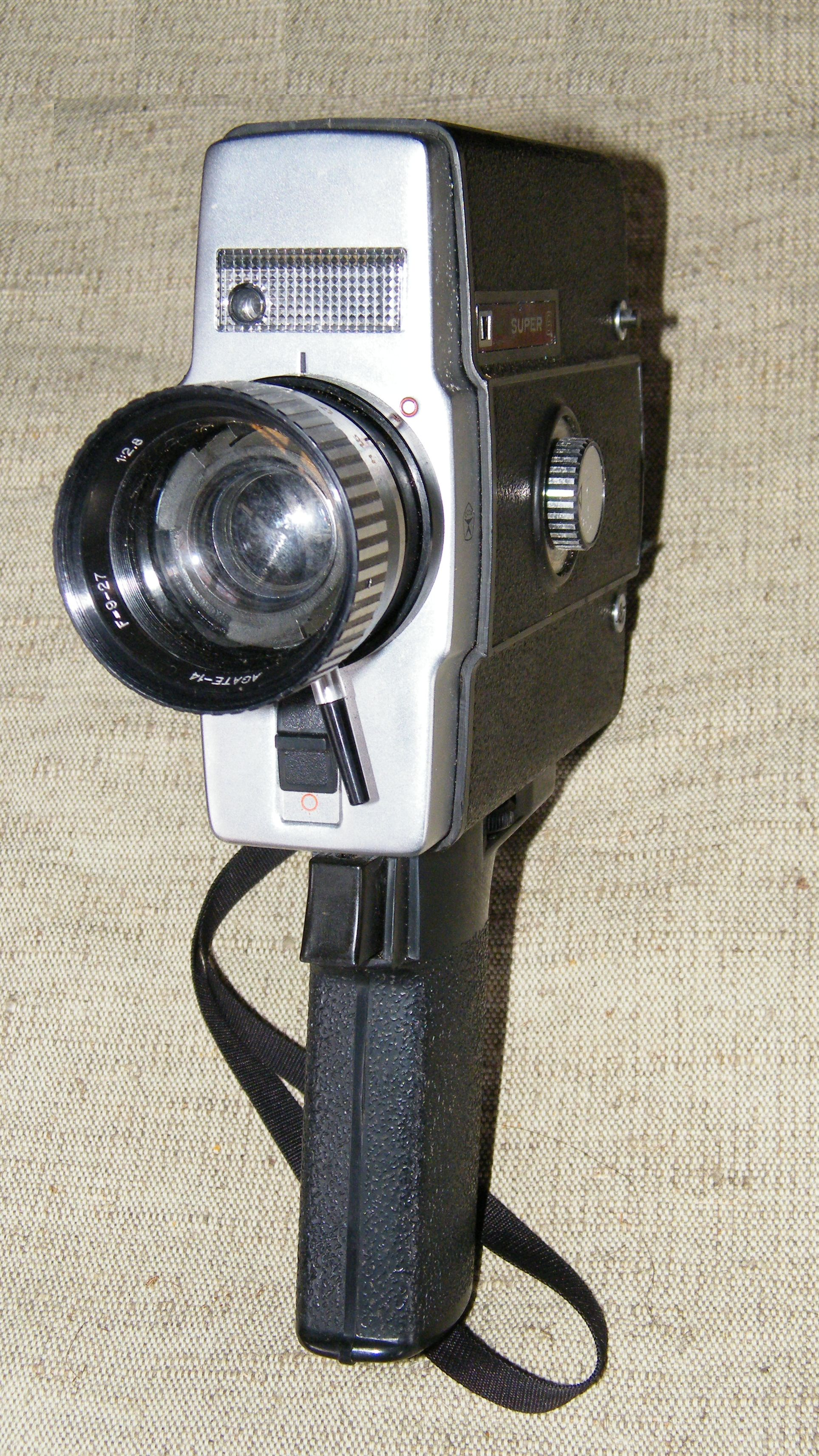
«Аврора-215».
Над съёмочным объективом («Агат-14») слева вверху — объектив фоторезистора экспонометрического устройства.

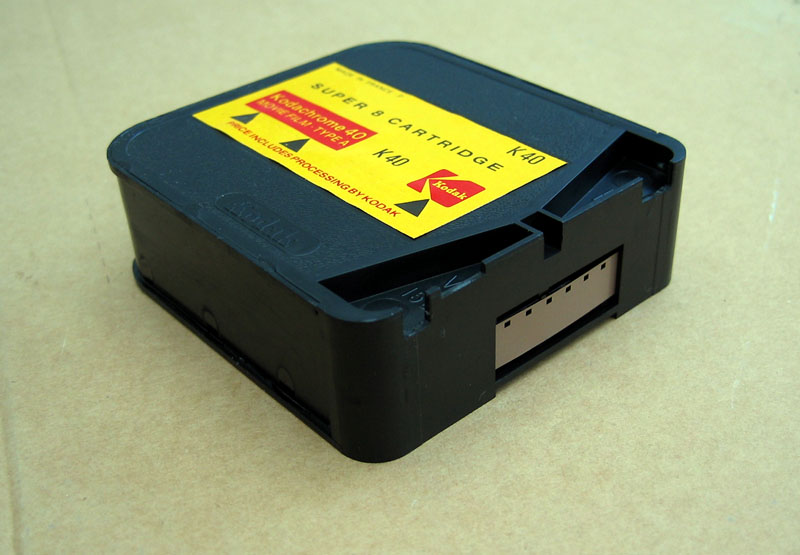
Кассета Super-8 с 8-мм киноплёнкой

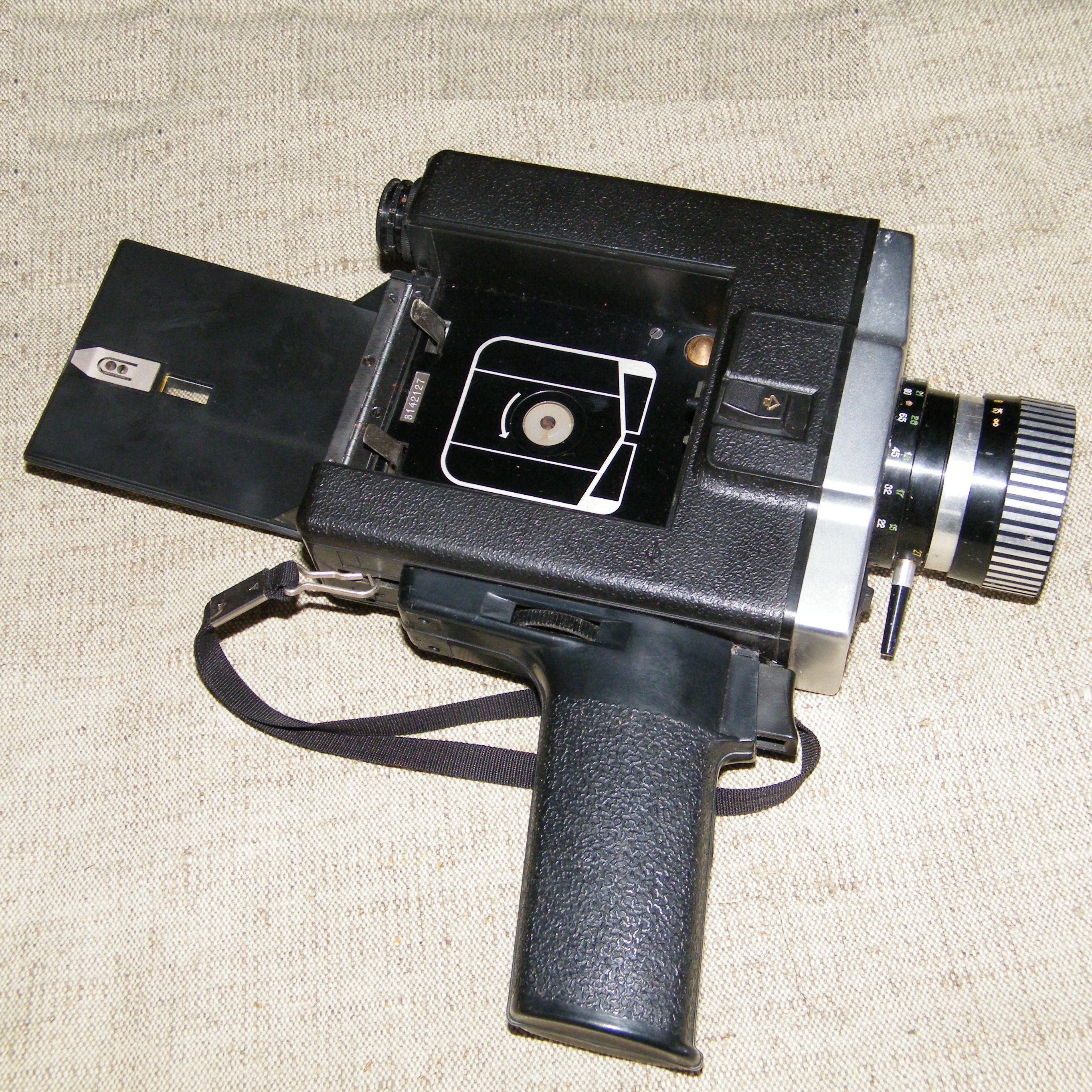
«Аврора-215» подготовлена для зарядки кассетой.

В 1971—1975 годах выпускались кинокамеры «Аврора-10» и «Аврора-12» — первые советские любительские киносъёмочные аппараты с кассетной зарядкой «Super-8». Привод от электродвигателя постоянного тока, источник питания — четыре элемента 316. Объектив — Триплет «Т-54» 2,8/16, фокусировка по символам расстояний. Видоискатель оптический параллаксный (0,55×) со шкалой счётчика метража, «Аврора-12» — дополнительно отображается шкала значений диафрагмы.
Конструкционно «Аврора-10» идентична «Авроре-12», основное отличие: десятая модель — с ручной установкой диафрагмы, в том числе по шкале символов погоды; двенадцатая — возможность автоматической установки диафрагмы (светочувствительность киноплёнки только 32 и 45 ед. ГОСТ).
На их базе с 1976 года был освоен выпуск унифицированной серии «ЛОМО-214», «ЛОМО-216», «ЛОМО-218», с 1978 года камеры после незначительной модернизации выпускались под наименованием «Аврора-215», «Аврора-217», «Аврора-219».

## Общие технические характеристики
- Используемая киноплёнка — 1x8S (Супер-8), шириной 8мм.
- Размеры кадра — 4,22 x 5,69 мм.
- Зарядка кассетой «Super-8», одно- и многоразовой. В СССР выпускалась многоразовая разборная кассета «КС-8». Полезная ёмкость - 15 метров киноплёнки. Несмотря на то, что кассета предусматривала автоматический ввод светочувствительности киноплёнки, в кинокамерах применялась ручная установка светочувствительности (для моделей Ломо-214/216, Аврора-215/217).
- Привод электрический с коллекторным двигателем постоянного тока типа «Гном-9СУ-2»
- Источник питания — четыре элемента 316 или аккумулятора ЦНК-0,45. Также возможно использование внешнего источника питания напряжением 4,4 - 6 вольта.
- Единственная частота съёмки 18 кадр/сек.
- Время съемки 15 метров кинофильма при работе на частоте 18 кадр./с - 3 мин 20 с.
- Управление диафрагмой автоматическое (для моделей ЛОМО-214/216, Аврора-215/217) и ручное.
- Пределы установки светочувствительности плёнки от 22 до 250 ед ГОСТ (для моделей Ломо-214/216, Аврора-215/217).
- Ручной ввод встроенного цветокорректирующего светофильтра типа «А». Применяется при дневной съёмке на цветную обращаемую киноплёнку, сбалансированную на цветовую температуру ламп накаливания. Ввод светофильтра — скользящим переключателем на передней панели.
- Видоискатель сквозной беспараллаксный, отвод лучей от съёмочного объектива с помощью светоделительной призмы.
- Счётчик метража киноплёнки — автоматический, включается при установке кассеты в камеру. При извлечении кассеты счетчик автоматически обнуляется.

## Конструктивные различия
Кинокамеры унифицированного семейства отличались только объективами (а также возможностью наводки на резкость) и способом установки экспозиции.
- «ЛОМО-214» и «Аврора-215» — объектив «Агат-14» 2,8/9-27 с переменным фокусным расстоянием, фокусировка по фокусировочному экрану и по шкале расстояний от 1,5 м до «бесконечности». Ручная и автоматическая установка диафрагмы. Объектив фоторезистора экспонометрического устройства располагается на передней панели камеры.
- «ЛОМО-216» и «Аврора-217» — объектив Триплет «Т-55» 2,4/12, жестковстроенный. Ручная установка диафрагмы по символам погоды.
- «ЛОМО-218» и «Аврора-219» — объектив Триплет «Т-55» 2,4/12, жестковстроенный. Ручная и автоматическая установка диафрагмы.

### Положение на рынке
Кинокамеры этого семейства отличались невысокой ценой, после прекращения производства любительских кинокамер «Экран» на Казанском оптико-механическом заводе они были самыми дешевыми советскими киносъёмочными аппаратами в 1980-е годы. Модель «214-215» стоила 145 рублей, «216-217» — 110 рублей, «218-219» — 90 рублей. Фактически, кроме «Аврор» и красногорского «Кварц-1×8С-2» других любительских кинокамер на кассеты «Супер-8» не было. «Кварц-8XL» (1981—1989) и семейство ленинградских кинокамер высокого класса «ЛОМО-220» (см. ниже) стоили дорого, а выпускалось их мало. Под киноплёнку 2×8С в СССР выпускался «Кварц-2×8С-3» (1971—1983).

## Кинокамера «Аврора» 1960-х годов

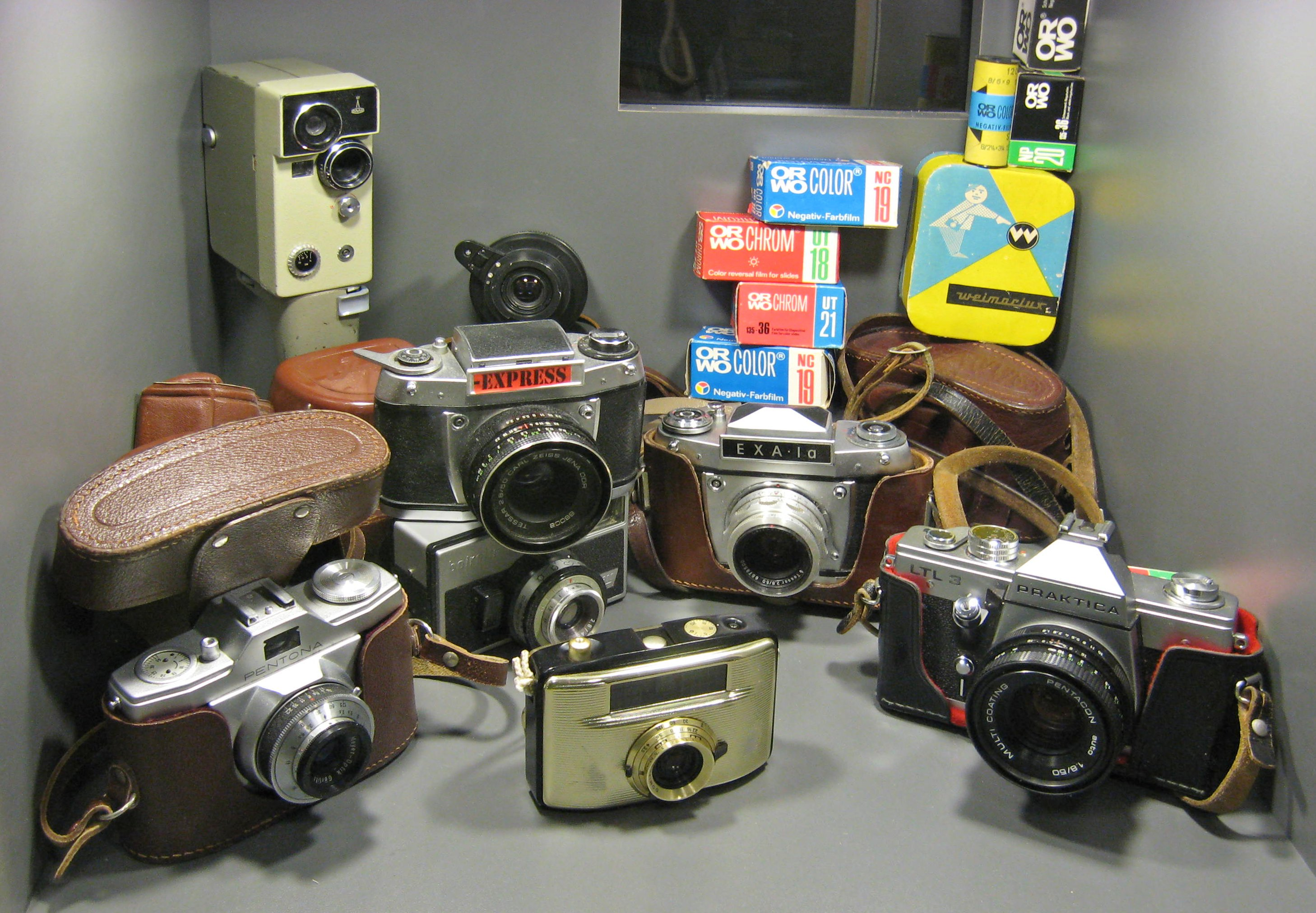
Любительская кинокамера «Аврора», 1960-е годы
(вверху в левом углу)

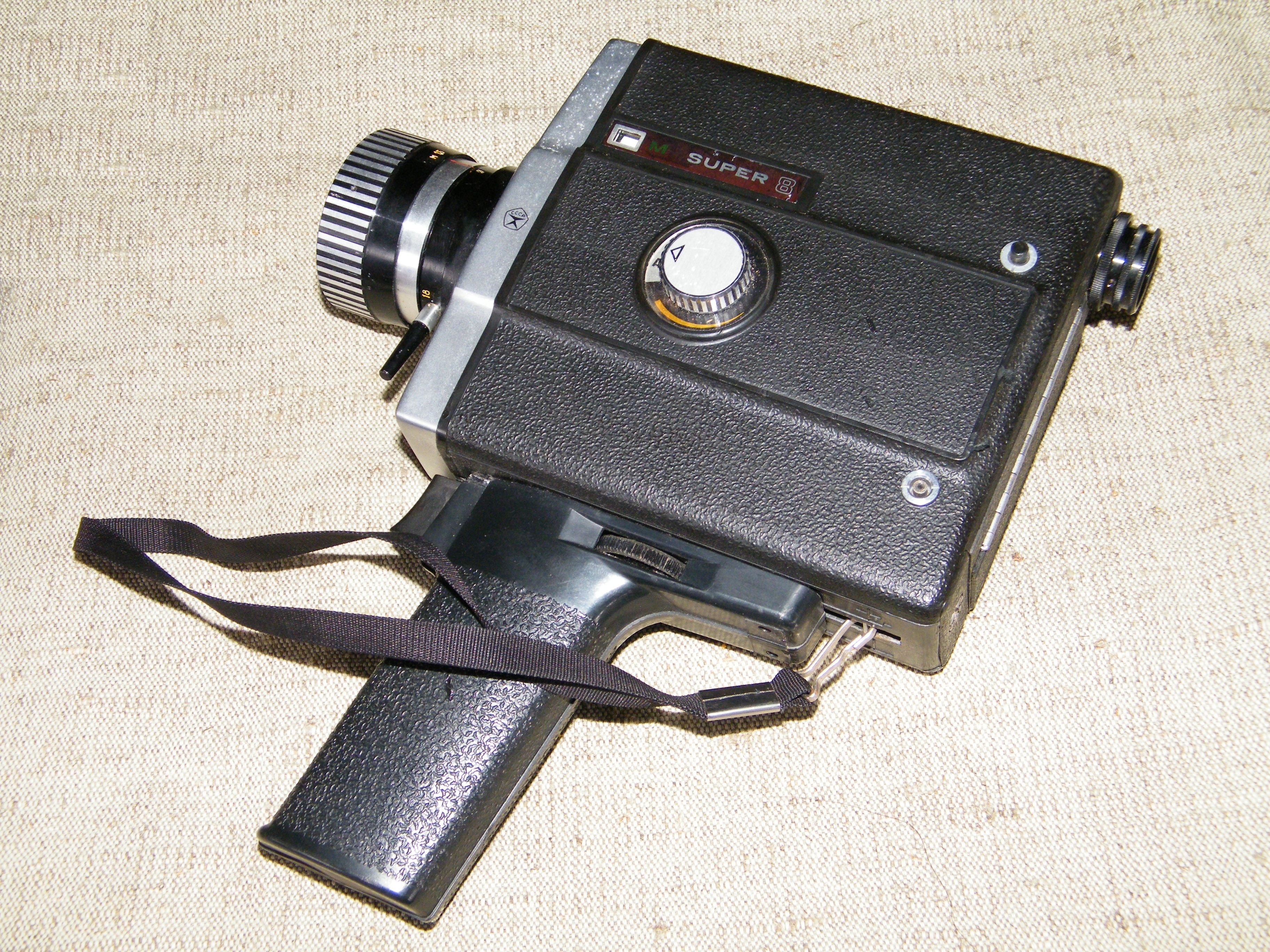
«Аврора-215», диск установки диафрагмы

Во второй половине 1960-х годов на ЛОМО выпускалась любительская кинокамера «Аврора».
- Зарядка киноплёнкой 2×8 на стандартных бобинах по 10 м.
- Электрический привод (питание от батареи типа КБС, напряжение 4,5 вольт).
- Скорость съёмки 16 кадр/сек.
- Встроенное экспонометрическое устройство с наружным CdS-фоторезистором обеспечивает полуавтоматическую установка диафрагмы.
- Объектив Триплет «Т-51» 2,8/10, жёстковстроенный.
- Возможность применения длиннофокусной афокальной насадки.
- Видоискатель оптический.

## Кинокамеры семейства «ЛОМО-220»
В 1980-е годы в небольшом количестве выпускались любительские киносъёмочные камеры высокого класса производства ЛОМО: «ЛОМО-200», «ЛОМО-220», «Аврора-224», «Аврора-226».
Зарядка кассетная «Super-8», автоматический ввод светочувствительности киноплёнки. ТТL-экспонометрическое устройство с автоматической установкой диафрагмы. Объектив с переменным фокусным расстоянием и электрическим приводом. Модель «ЛОМО-200» оборудована встроенным устройством для покадровой цейтраферной съемки, модель «ЛОМО-220» имела возможность проводить трюковые съёмки методом «наплыва». «Аврора-226» была оборудована звукоблоком для синхронной записи звука на киноплёнку с магнитной дорожкой.